# Crypto-anarchie
La crypto-anarchie – ou le crypto-anarchisme – est la réalisation dans le cyber-espace d'une forme d'anarchie par l'usage de la cryptographie. En assurant la confidentialité, l'authenticité et l'intégrité de leurs communications, les logiciels de cryptographie offrent en effet aux individus une totale liberté d'échange en garantissant leur anonymat et le respect de leur vie privée.

## Origine
Dans son “Manifesto Crypto Anarchiste” de 1988 publié dans la liste de diffusion cypherpunk, Timothy C. May introduit les principes de base de la crypto-anarchie: l’utilisation de communication et messages chiffrés permettant un anonymat complet, une totale liberté d’expression ainsi qu’une liberté totale d’échanger.

## Étymologie
« Crypto » dans la crypto-anarchie ne doit pas être confondue avec le préfixe « crypto- », qui désigne une idéologie ou un système cherchant intentionnellement à dissimuler ou détourner la « vraie nature ». Par exemple, certains utilisent le terme « crypto-fasciste » pour désigner un individu ou une organisation suivant une doctrine fasciste mais qui cache ses intentions tant qu'elles restent socialement inacceptables. Cependant, The Cyphernomicon de Timothy C. May indique que le terme « crypto-anarchiste » était à l'origine pensé comme un jeu de mots par rapport à cette ambiguïté, bien qu'il n'ait pas eu pour but de cacher ses actions, ses croyances ou ses intentions.

## Le manifeste de la crypto-anarchie
« Un spectre hante le monde moderne, le spectre de la crypto-anarchie.
La technologie informatique est sur le point de permettre aux individus et aux groupes de communiquer et d'interagir les uns avec les autres de manière totalement anonyme. Deux personnes peuvent échanger des messages, faire des affaires et négocier des contrats électroniques sans jamais connaître le vrai nom ou l'identité légale de l'autre. Les interactions sur les réseaux ne seront pas traçables, grâce à un réacheminement étendu des paquets chiffrés et des boîtes inviolables qui mettent en œuvre des protocoles cryptographiques avec une assurance presque parfaite contre toute altération. Les réputations seront d'une importance capitale, bien plus importantes dans les transactions que les notations de crédit d'aujourd'hui. Ces développements modifieront complètement la nature de la réglementation gouvernementale, la capacité de taxer et de contrôler les interactions économiques, la capacité de garder l'information secrète et même de modifier la nature de la confiance et de la réputation.
La technologie de cette révolution - et elle sera sûrement à la fois une révolution sociale et économique - existe en théorie depuis une décennie. Les méthodes sont basées sur le chiffrement à clé publique, les systèmes de preuve à divulgation nulle de connaissance et divers protocoles logiciels pour l'interaction, l'authentification et la vérification. Jusqu'à présent, l'attention s'est portée sur les conférences universitaires en Europe et aux États-Unis, conférences suivies de près par la National Security Agency. Mais ce n'est que récemment que les réseaux informatiques et les ordinateurs personnels ont atteint une vitesse suffisante pour rendre les idées pratiquement réalisables. Et les dix prochaines années apporteront suffisamment de vitesse supplémentaire pour rendre les idées économiquement réalisables et concrètement imparables. Les réseaux à haut débit, le RNIS, les boîtiers inviolables, les cartes à puce, les satellites, les émetteurs en bande Ku, les ordinateurs personnels multi-MIPS et les puces de chiffrement actuellement en cours de développement seront quelques-unes des technologies habilitantes.
Bien entendu, l'État essaiera de ralentir ou d'arrêter la diffusion de cette technologie, en invoquant les préoccupations de sécurité nationale, l'utilisation de la technologie par les trafiquants de drogue et les fraudeurs fiscaux, et les craintes de désintégration de la société. Beaucoup de ces préoccupations seront valables; La crypto-anarchie permettra aux secrets nationaux d'être librement échangés et permettra le commerce de matériaux illicites et volés. Un marché informatisé anonyme rendra même possibles des marchés odieux d'assassinats et d'extorsion. Divers éléments criminels et étrangers seront des utilisateurs actifs du CryptoNet. Mais cela n'arrêtera pas la propagation de la crypto-anarchie.
Tout comme la technologie de l'imprimerie a modifié et réduit le pouvoir des guildes médiévales et la structure du pouvoir social, les méthodes cryptologiques vont fondamentalement modifier la nature des sociétés et l'ingérence du gouvernement dans les transactions économiques. Combinée aux marchés de l'information émergents, la crypto-anarchie créera un marché liquide pour tout ce qui peut être mis en mots et en images. Et juste comme une invention apparemment mineure comme le fil de fer barbelé a rendu possible la clôture de vastes ranchs et fermes, changeant ainsi pour toujours les concepts de terre et de droits de propriété en Occident, la découverte apparemment mineure d'une branche mystérieuse des mathématiques deviendra le coupe-file qui démantèlera les barbelés autour de la propriété intellectuelle.
Levez-vous, vous n'avez rien à perdre si ce n'est vos barbelés! »

— Timothy C. May, Le Manifeste crypto-anarchiste, 1989

## Motivations
L'une des motivations des crypto-anarchistes est de se défendre contre la surveillance des communications informatiques. Les crypto-anarchistes tentent de se protéger contre la Conservation des données, la Controverse entourant la surveillance d'internet par la NSA, la Room 641A, la loi suédoise FRA  mais aussi HADOPI, ACTA, etc. Les crypto-anarchistes considèrent que le développement et l'utilisation de la cryptographie est la meilleure défense contre ces problèmes, par opposition aux actions politiques.
Un autre sujet de préoccupation est d'échapper à la censure, particulièrement sur Internet, sur la base du principe de liberté d'expression. Les programmes utilisés par les crypto-anarchistes rendent souvent possible le fait à la fois de publier et de lire des informations sur internet de manière véritablement anonyme. Tor, I2P, FreeNet et d'autres réseaux similaires permettent l'existence de pages web « cachées » et anonymes, accessibles uniquement par les utilisateurs de ces services. Cela permet notamment aux lanceurs d'alerte et aux opposants politiques dans des pays totalitaires de diffuser leurs informations.
Un troisième intérêt est la création et la participation aux économies alternatives. Des crypto-monnaies telles le Bitcoin et des services tels Silk Road rendent possible les échanges de biens et de services en dehors du cadre juridique.
Enfin, le challenge technique du développement de ces systèmes cryptographiques est important, ce qui motive certains programmeurs à rejoindre ces projets.

### La Loi
À l’aide des outils cryptographiques, l’association entre l’identité d’un utilisateur – ou d’une organisation – et son pseudonyme est difficile à établir, à moins que l’utilisateur ne la révèle. Comme l’origine géographique d’un participant est inconnue, il est difficile de déterminer quelles lois peuvent être applicables. On peut ainsi considérer le «cyberespace » comme un territoire indépendant où les lois ne s’appliquent pas. Cependant, les participants peuvent établir entre eux des règles ou se fier, s’ils utilisent des pseudonymes, à la e-réputation.
Les crypto-anarchistes soutiennent que, sans la capacité de les chiffrer, les messages, les informations personnelles et la vie privée seraient sérieusement compromis ; qu'une interdiction de la cryptographie reviendrait à la suppression du secret de la correspondance ; et que seul un État policier criminaliserait la cryptographie. Celle-ci est déjà interdite dans certains pays, et les lois sont restrictives dans d'autres. Les citoyens du Royaume-Uni sont légalement obligés de révéler les mots de passe permettant le déchiffrement de leurs systèmes personnels, sous peine d'emprisonnement de deux ans, sans aucune preuve d'autre activité criminelle.
Cette obligation de dévoiler ses clés peut être contournée en les renouvelant automatiquement (en) à intervalle régulier. Les anciennes clés peuvent être supprimées, les rendant inaccessibles, même si l'utilisateur voulait les communiquer de plein gré. Les technologies permettant ce genre de renouvellement rapide incluent la cryptographie asymétrique, les générateurs de nombres pseudo-aléatoires matériels et la confidentialité persistante. La seule manière d'empêcher l'usage de ces techniques de cryptographie est de l'interdire complètement au sein d'un État totalitaire, en contrôlant physiquement tous les appareils informatiques de manière aléatoire.
Bannir de manière effective tout usage de la cryptographie est probablement impossible, car on peut l'utiliser pour masquer la présence de contenu chiffré (voir stéganographie). Il est alors possible d'encapsuler un message illégal avec un algorithme fort à l'intérieur de messages chiffrés avec un algorithme faible mais légal, rendant difficile et coûteux pour une personne extérieure de détecter l'usage de la cryptographie.

## Philosophie politique
Dans The Cyphernomicon, un document fondateur de 1994, Timothy C. May définit la crypto-anarchie comme un système de marché anarcho-capitaliste,. Cette orientation politique est corroborée par Vernor Vinge et James Frankel pour qui la cryptographie permet aux individus de faire des échanges économiques en faisant fi des frontières.

#### Projets logiciels apparentés au crypto-anarchisme
- Freenet
- Tor
- GPG
- Cryptomonnaie
- Bitcoin

#### Célébrité
- Philip Zimmermann
- Satoshi Nakamoto
- Cody Wilson
- Ross Wiliam Ulbricht
- Jay Stark